# Feliciano Alberto Viera Borges
Feliciano Alberto Viera Borges (Salto, 1872 - ibídem, 1927) fou un polític i president constitucional de l'Uruguai entre els anys 1915 i 1919.
Va integrar el 1898 el Consell d'Estat creat per Juan Lindolfo Cuestas i va ser cap polític del departament d'Artigas. Reinstaurada la democràcia, va ser diputat per Salto, senador per Rivera i president del Senat. Seguidor de les orientacions del seu amic José Batlle y Ordóñez, va ser ministre de l'Interior durant la seva segona presidència. Va succeir a Batlle en la presidència de la República el 1915 i va ser titular del primer Consell Nacional d'Administració, cos que va abandonar sent conseller el 1926 per desavinences amb Batlle, que el van portar a crear el corrent vermell radical  (colorado radical en castellà) oposada a aquell.
Era pare de l'artista Petrona Viera, representant del planisme. Durant la seva presidència es va reunir l'Assemblea Constituent que va redactar la segona Constitució (de 1918) uruguaiana que va tenir el país.